# Baegun (métro de Séoul)
Baegun (hangeul : 부개 ; hanja : 富開) est une station de passage de la ligne 1 du métro de Séoul. Elle est située au 14 Majang-ro 55beon-gil, dans le quartier Sipjeong-dong de l'arrondissement Bupyeong-gu, sur le territoire de la ville métropolitaine d'Incheon, à l'ouest de Séoul en Corée du Sud.
Ouverte en 1984, elle est desservie par les rames des services omnibus et express de la ligne 1.

## Situation sur le réseau

Plan du réseau (2023)

Établie en surface Baegun est une station de passage de la ligne 1 du métro de Séoul : elle est située entre la station Bupyeong, en direction du terminus nord-est Yeoncheon, et la station Dongam, en direction du terminus ouest Incheon,.

## Histoire
La station Baegun est mise en service le 20 novembre 1984, sur la section, dite ligne Gyeongin (ko), de la ligne 1 du métro de Séoul,.
Le nouveau bâtiment de la station est totalement opérationnel le 30 novembre 2001.

## Services aux voyageurs

### Accès et accueil
La station est située au 14 Majang-ro 55beon-gil, dans le quartier Sipjeong-dong. Elle dispose de trois bouches numérotées de 1 à 3.

### Desserte
Baegun, est desservie par les rames de services omnibus et express de la ligne.

Installations
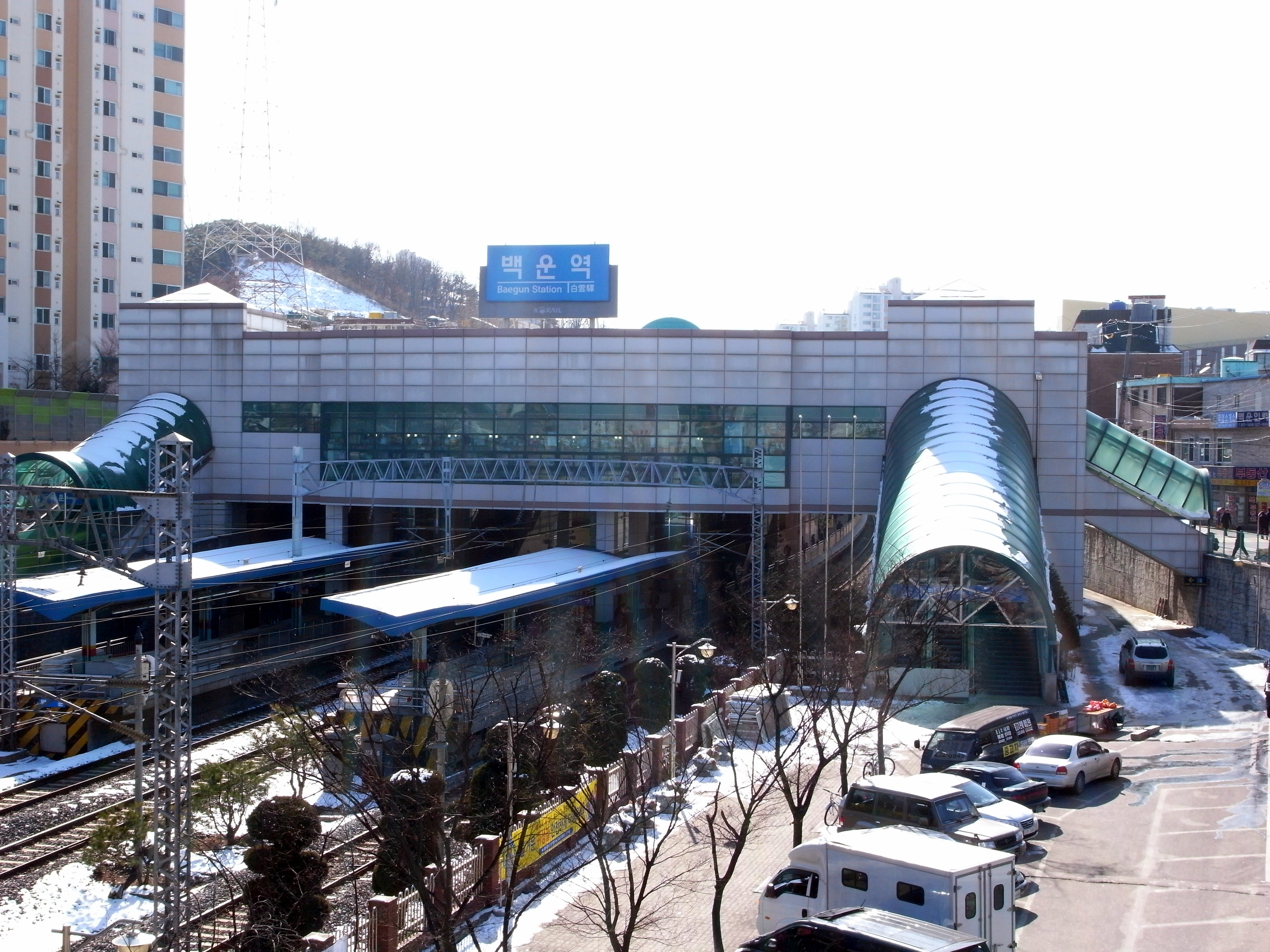
En 2010.
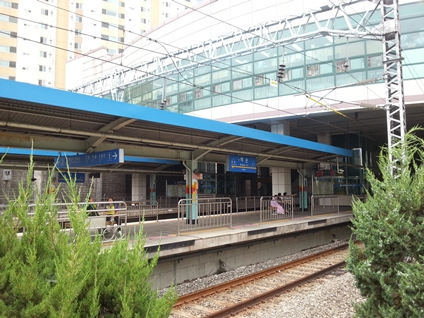
En 2016.
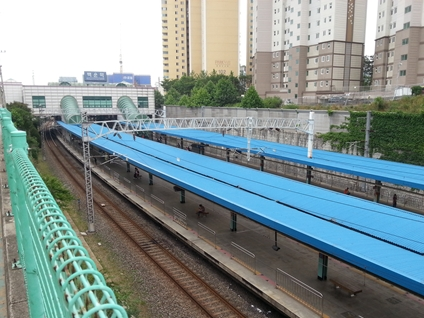
En 2016.

### Intermodalité
Des arrêts de bus sont situés à proximité.

## À proximité
Elle dessert notamment le Centre d'art de Bupyeong, avec une salle de spectacle intérieure et une autre extérieure.